# Knooppunt Werpsterhoek
Op Knooppunt Werpsterhoek komen de N31 en de N32 samen, even ten zuiden van Leeuwarden, in de Nederlandse provincie Friesland. Het kunstwerk is in de vorm van een half sterknooppunt en maakt deel uit van het zuidelijke gedeelte van de Haak om Leeuwarden.
In maart 2010 werd het tracébesluit getekend, later dat jaar heeft de Raad van State de beroepen tegen de aanleg afgewezen. De Rijksweg is aangelegd door Rijkswaterstaat (zuidelijke deel, inclusief het knooppunt) en de provincie Friesland (noordelijke deel). De voorbereidingen voor het geheel ongelijkvloerse project vonden plaats in 2011. Tussen eind 2011 en 2014 werd het knooppunt aangelegd. Op 18 december 2014 is de Haak om Leeuwarden, inclusief het knooppunt, geopend.

## Aansluitende wegen
| Aansluitende wegen                         | Aansluitende wegen                  | Aansluitende wegen                             | Aansluitende wegen | Aansluitende wegen |
| ------------------------------------------ | ----------------------------------- | ---------------------------------------------- | ------------------ | ------------------ |
| richting Leeuwarden / Franeker / Harlingen |                                     |                                                |                    |                    |
|                                            |                                     |                                                |                    |                    |
|                                            | richting Leeuwarden-Oost / Drachten |                                                |                    |                    |
|                                            |                                     |                                                |                    |                    |
|                                            |                                     | (A32) richting Heerenveen / Steenwijk / Meppel |                    |                    |

Almere · Amstel · Arnestein · Assen · Azelo · Badhoevedorp · Bankhoef · Batadorp · Beekbergen · Benelux · Beverwijk · Bodegraven ·  Boterdiep ·  Buren · Burgerveen · Coenplein · De Baars · De Hoek · De Hogt · De Nieuwe Meer · De Poel · De Punt · De Stok · Deil · Diemen · Drachten · Drie Klauwen · Eemnes · Ekkersweijer · Emmeloord · Empel · Euvelgunne · Everdingen · Ewijk · Galder · Gooimeer · Gorinchem · Gouwe · Grijsoord · Hattemerbroek · Heerenveen · Hellegatsplein · Het Vonderen · Hintham · Hoevelaken · Hofvliet · Holendrecht · Holsloot · Hoogeveen · Hooipolder · IJmuiden (niet officieel) · Joure · Julianaplein · Kerensheide · Kethelplein · Klaverpolder · Kleinpolderplein · Kooimeer · Kruisdonk · Kunderberg · Lankhorst · Leenderheide · Lunetten · Maanderbroek · Markiezaat · Muiderberg · Neerbosch · Noordhoek · Ommedijk · Oud-Dijk · Oudenrijn · Paalgraven · Princeville · Prins Clausplein · Raasdorp ·  Reitdiep ·  Ressen · Ridderkerk · Rijkevoort · Rijnsweerd · Rottepolderplein · Rozenburg · Sabina · Sint-Annabosch · Stelleplas · Slufter · Ten Esschen · Terbregseplein · Tiglia · Vaanplein · Valburg · Velperbroek · Velsen · Vlaardingen · Vught · Waterberg · Watergraafsmeer · Werpsterhoek · Westerlee · Ypenburg · Zaandam · Zaarderheiken · Zonzeel · Zoomland · Zuidbroek · Zurich

Geplande knooppunten:
De Liemers · Zestienhoven

Voormalige knooppunten:
Bocholtz · Ekkersrijt · Europaplein (Groningen) · Europaplein (Maastricht) · Lindenholt